# Maravilha (planta)
Maravilha (Mirabilis jalapa) é uma planta ornamental que disponibiliza a variedade de cores como a cor vermelha, rosa, amarela, branca,  etc. Em seu nome, Mirabilis, do latim, significa maravilha ou admirável, e Jalapa é um nome de uma cidade mexicana, mas dizem que essa planta tem sido exportada a partir dos Andes Peruanos, em 1540.
São conhecidas também por boas-noites porque as flores abrem durante a noite.

## Cores das flores
Um aspecto curioso desta planta é que as flores de diferentes cores podem ser encontradas simultaneamente em uma mesma planta. Além disso, uma flor sozinha pode ter manchas de cores diferentes. Outro ponto interessante é um fenômeno de mudança de cor, por exemplo, as flores amarelas, quando a planta amadurece, elas podem mudar gradualmente para uma cor rosa escura. Da mesma forma, as flores brancas podem mudar a luz violeta. 
As flores são polinizadas pelas mariposas de língua longa da família Sphingidae e outros polinizadores noturnos atraídos pela fragrância 

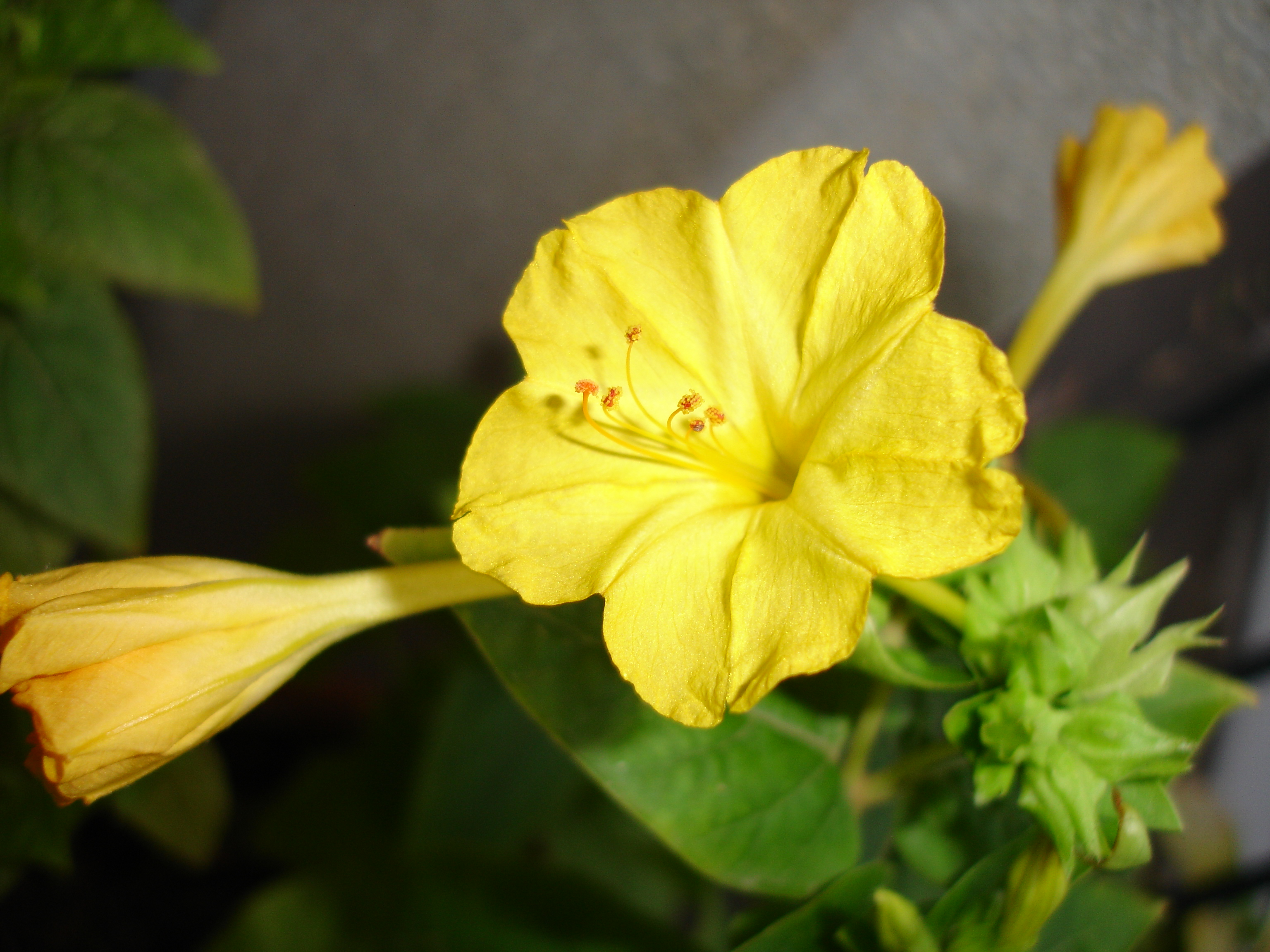
Flores amarelas
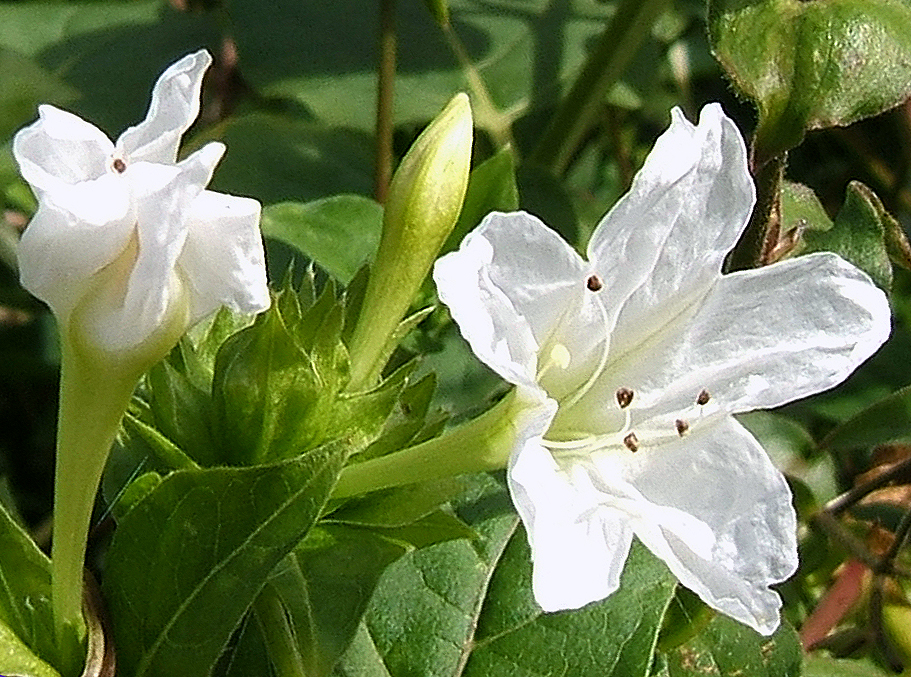
Flores brancas
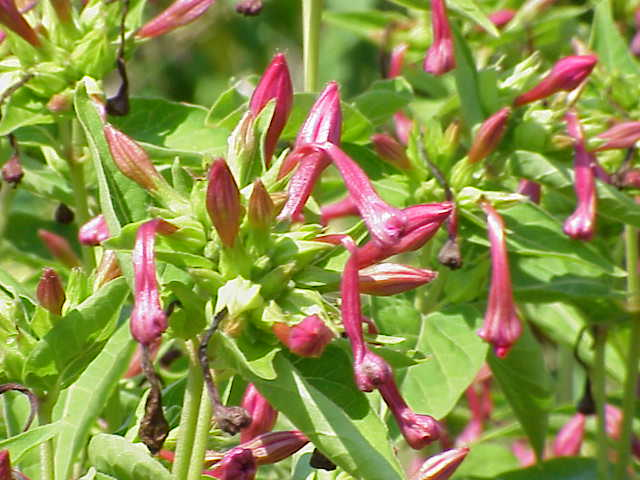
Flores vermelhas
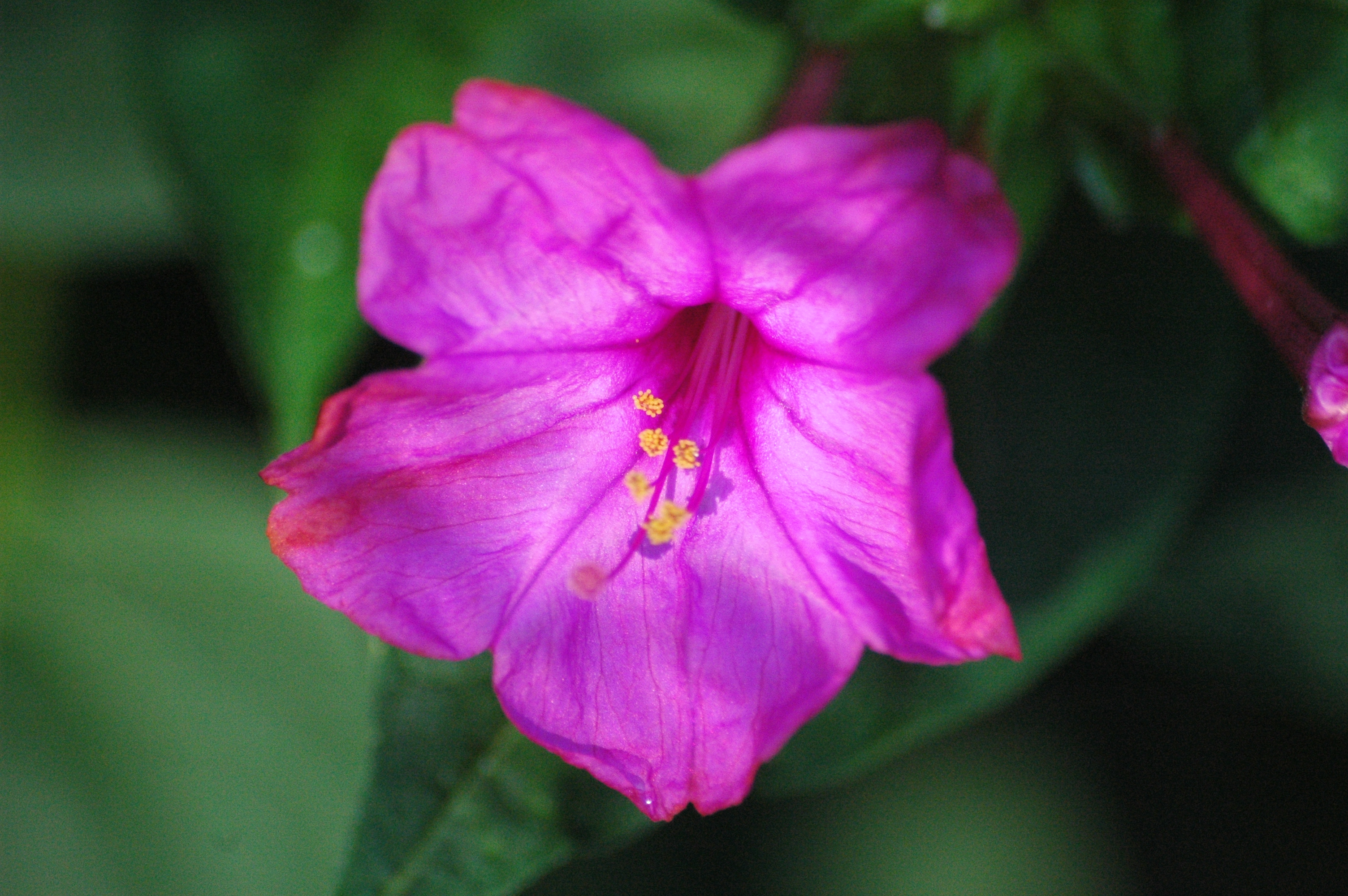
Flores rosa-escuras
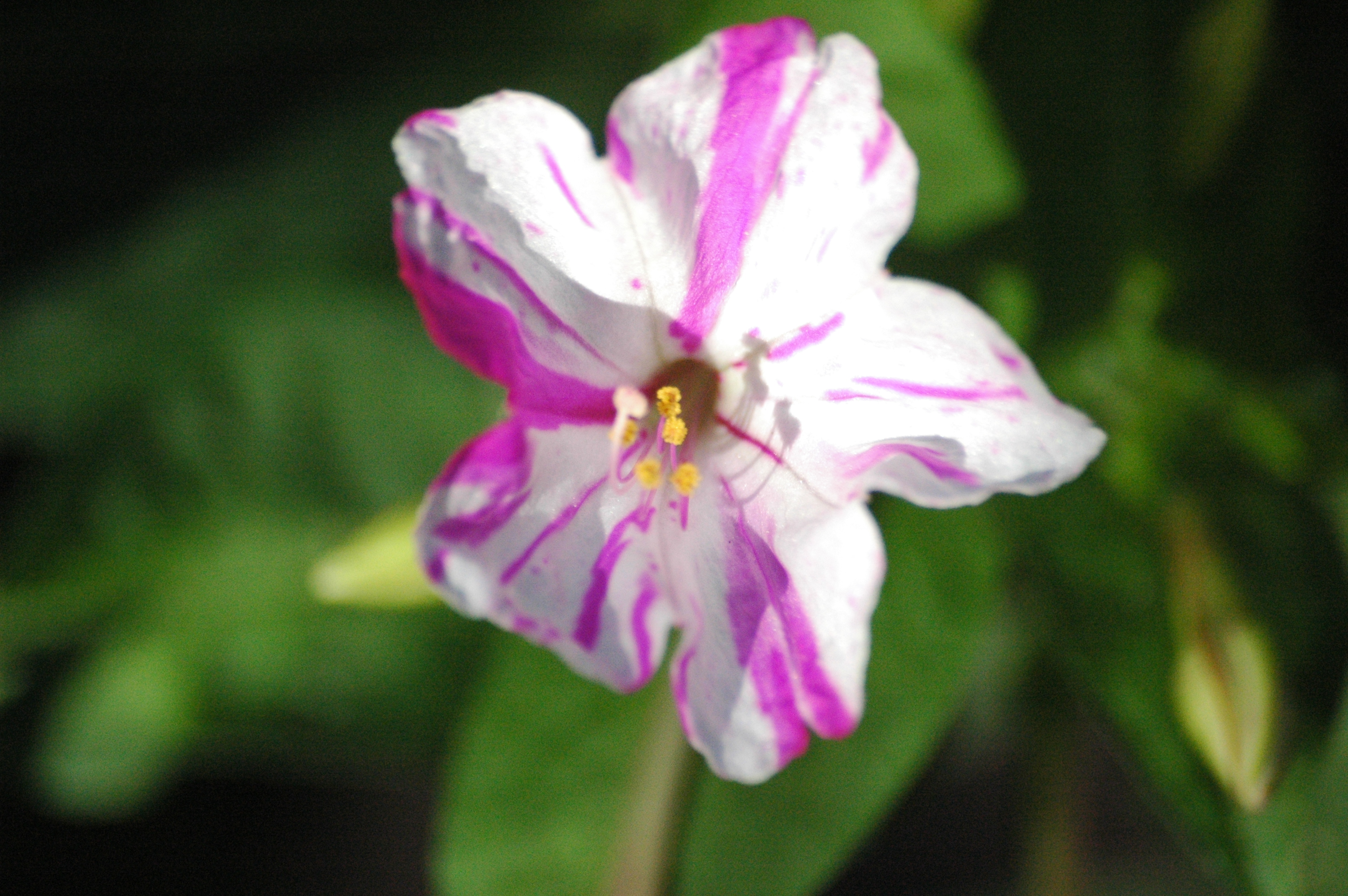
Flor branca com listras róseas
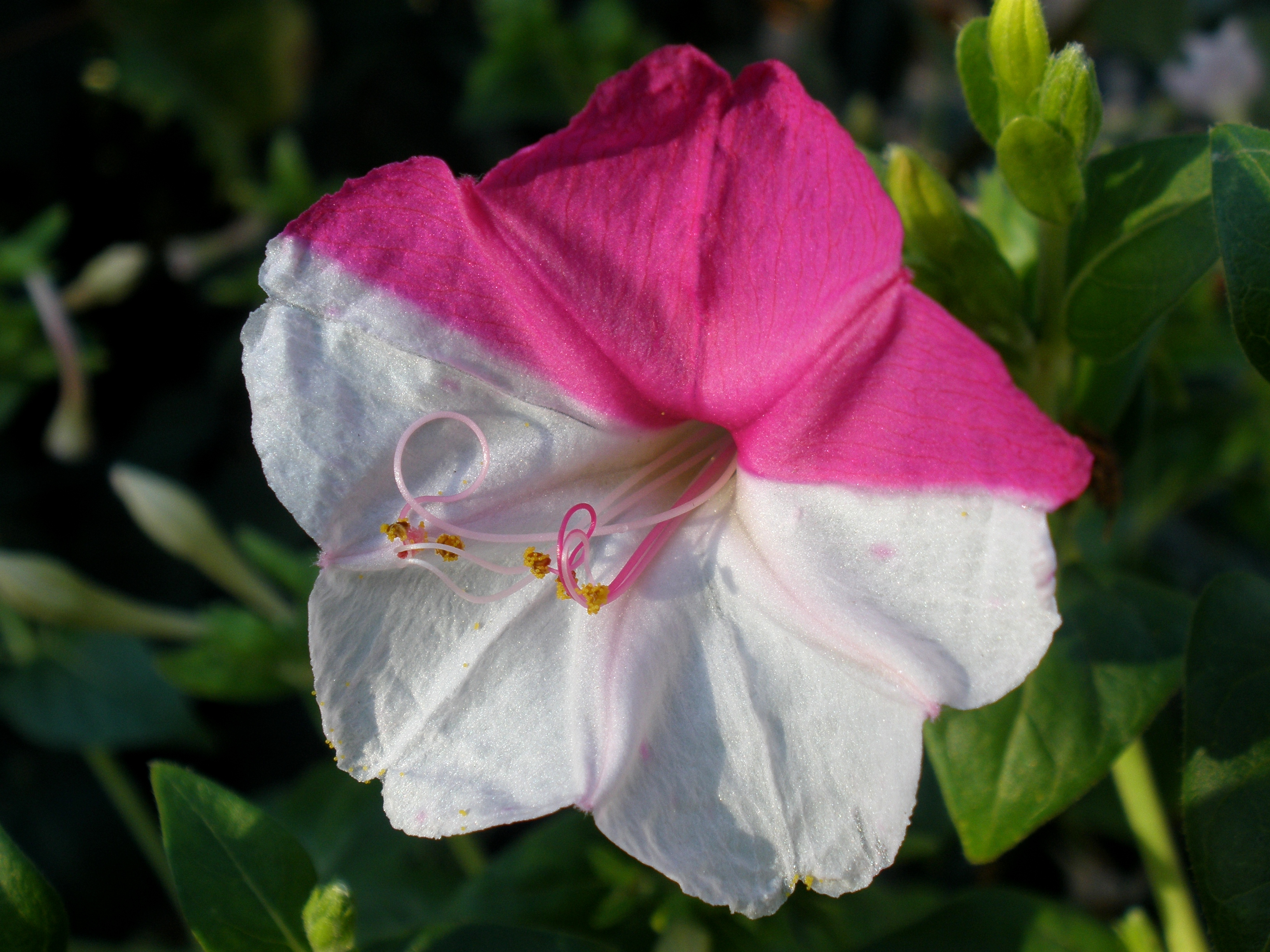
Flor meio-branca e meio-violeta
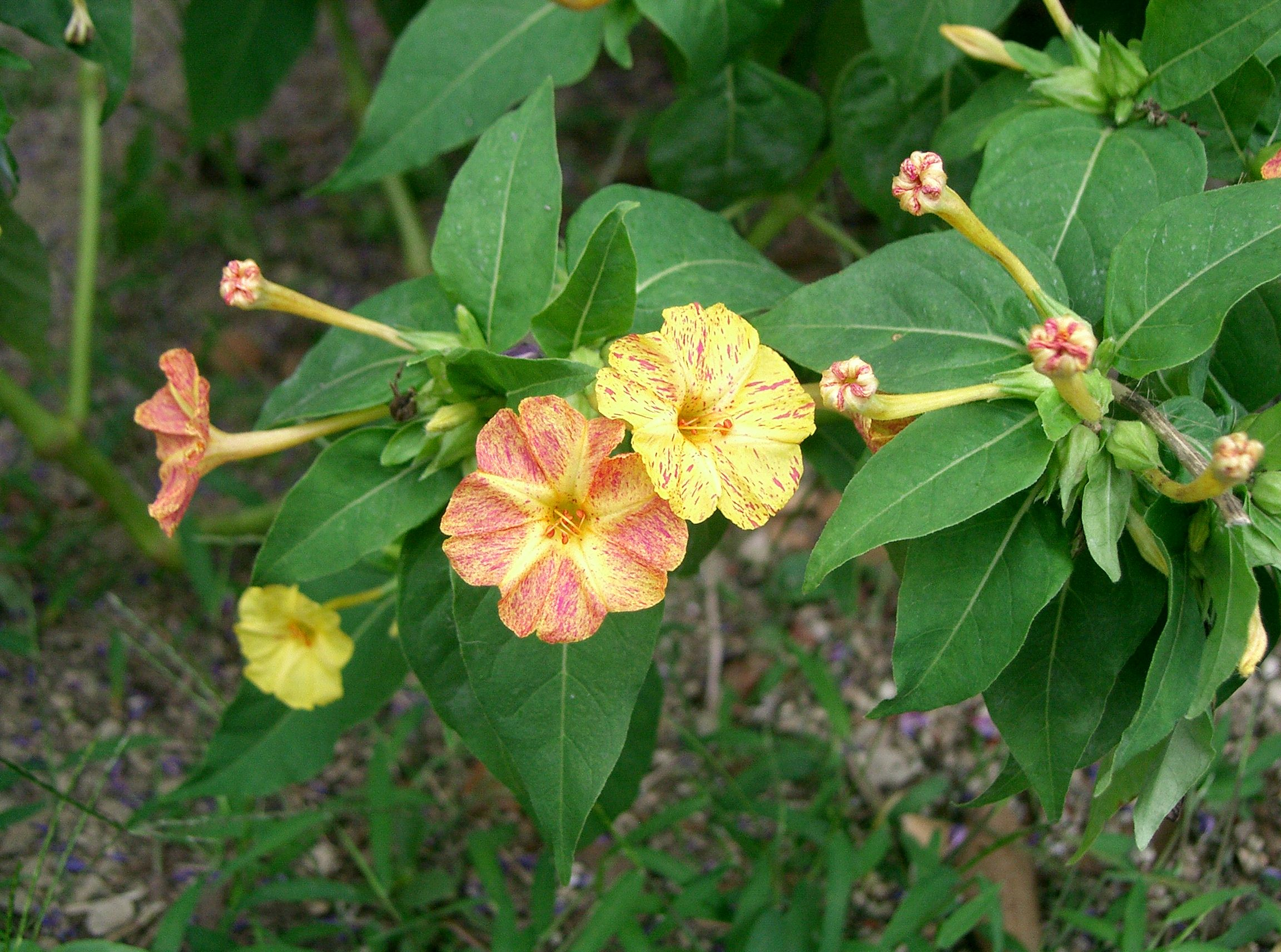
Flores amarelas com manchas róseas
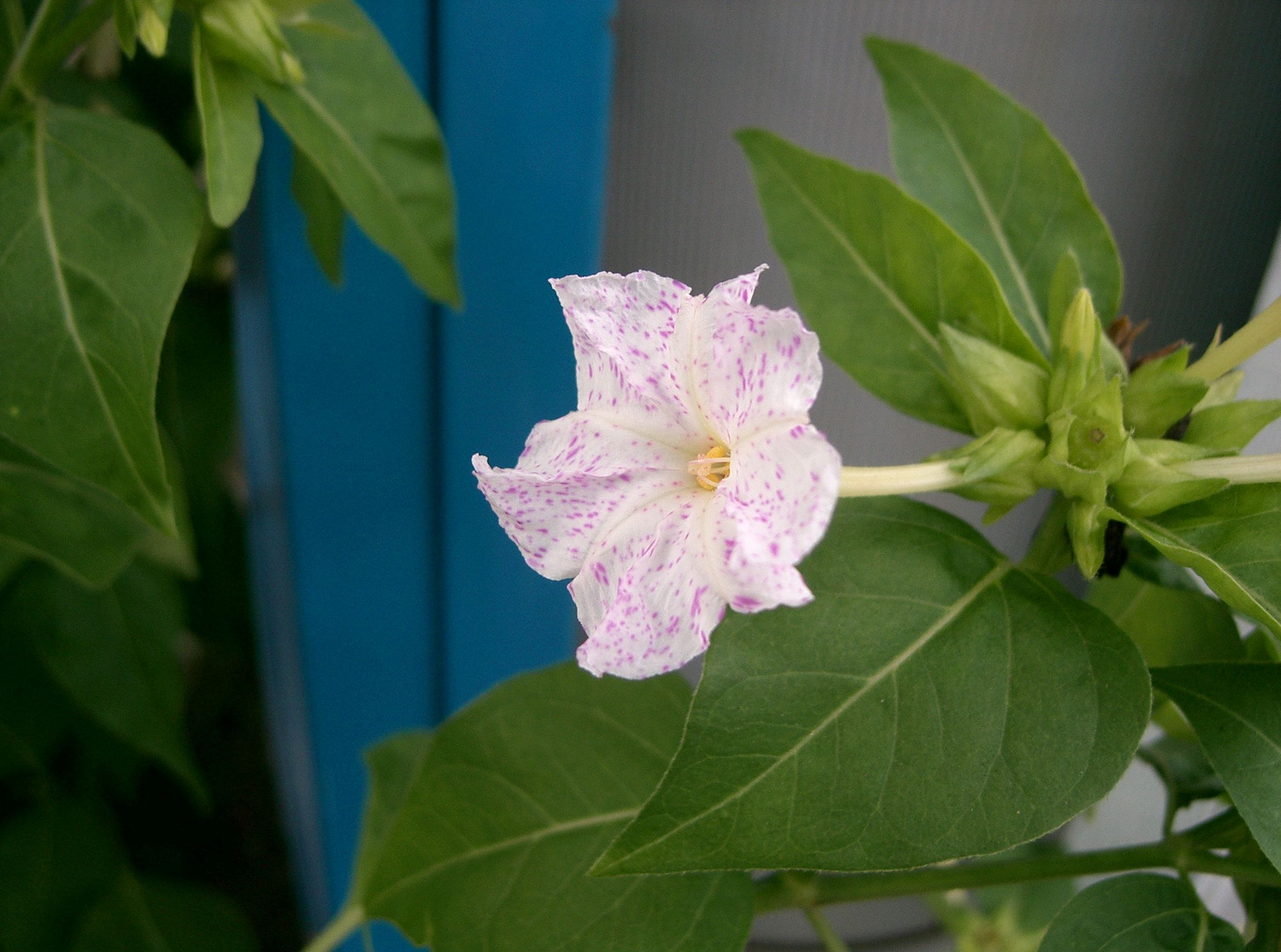
Flores brancas com manchas róseas

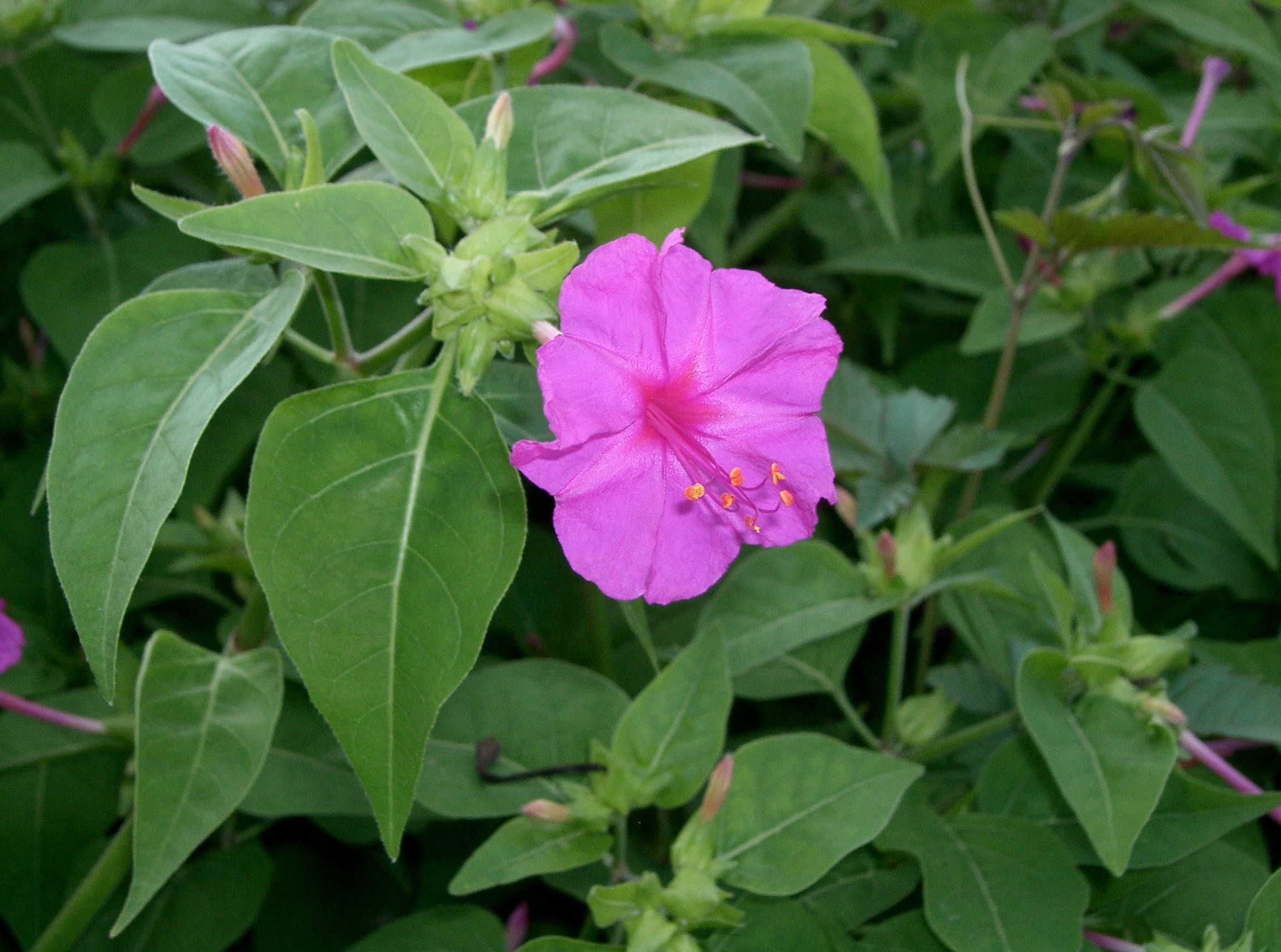
Flor rosa claro

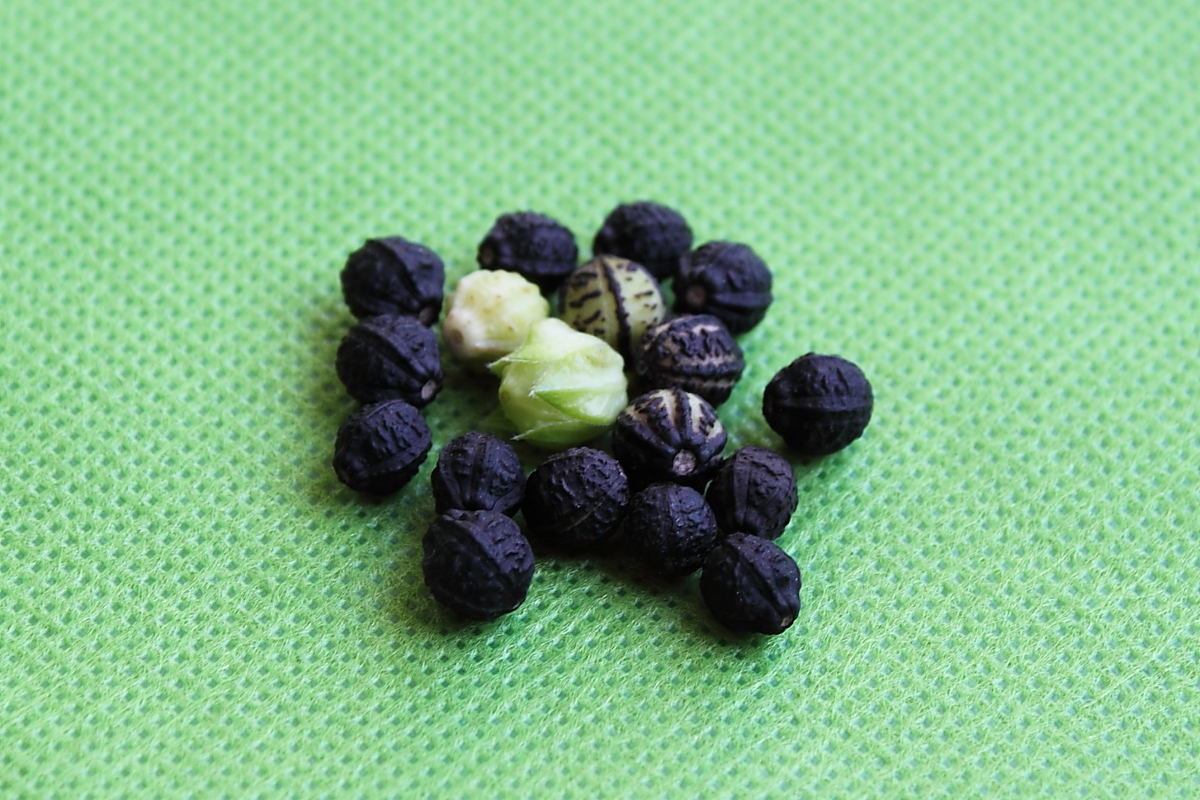
Sementes de Maravilha.

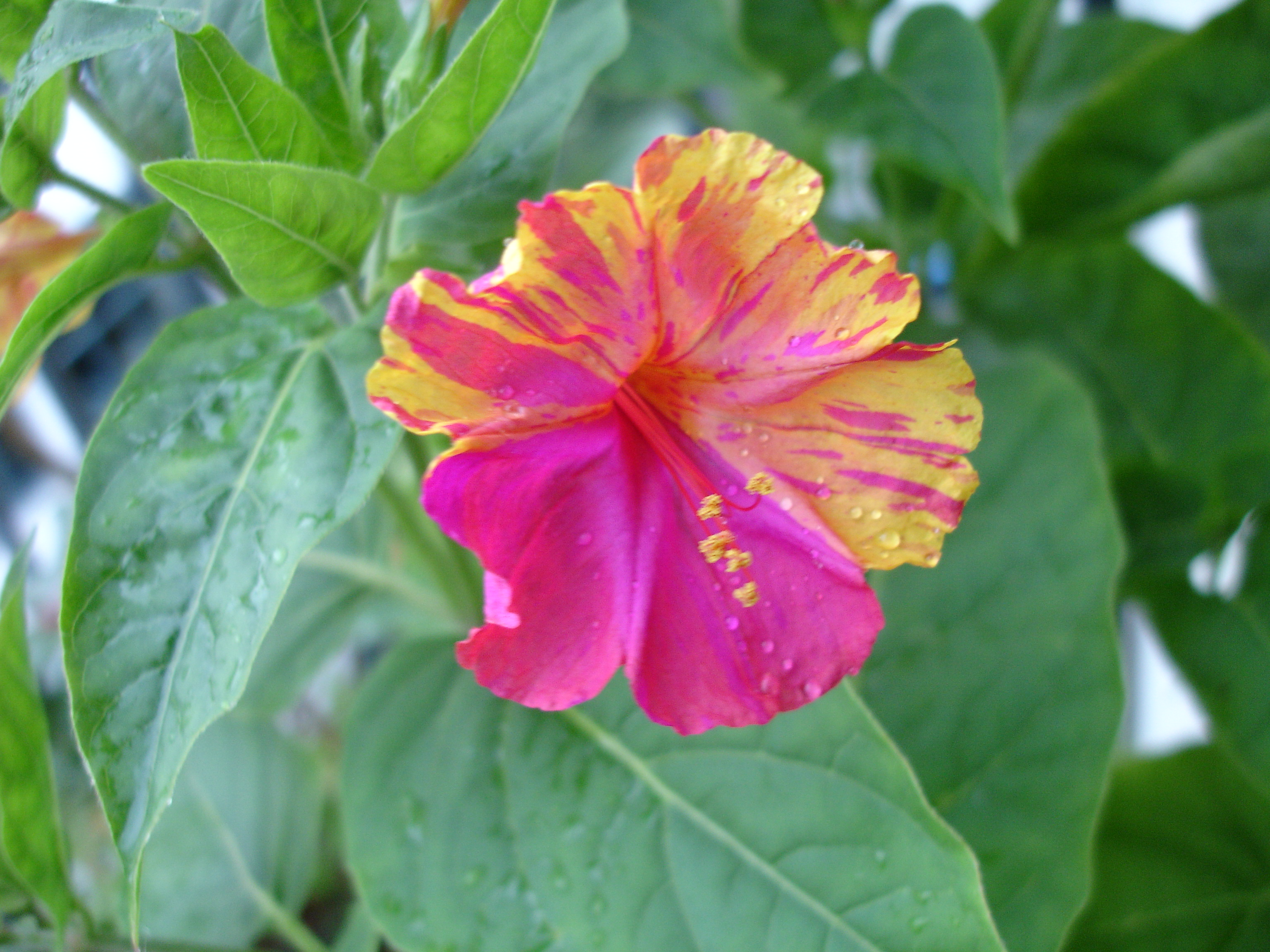
Flores amarelo-róseas
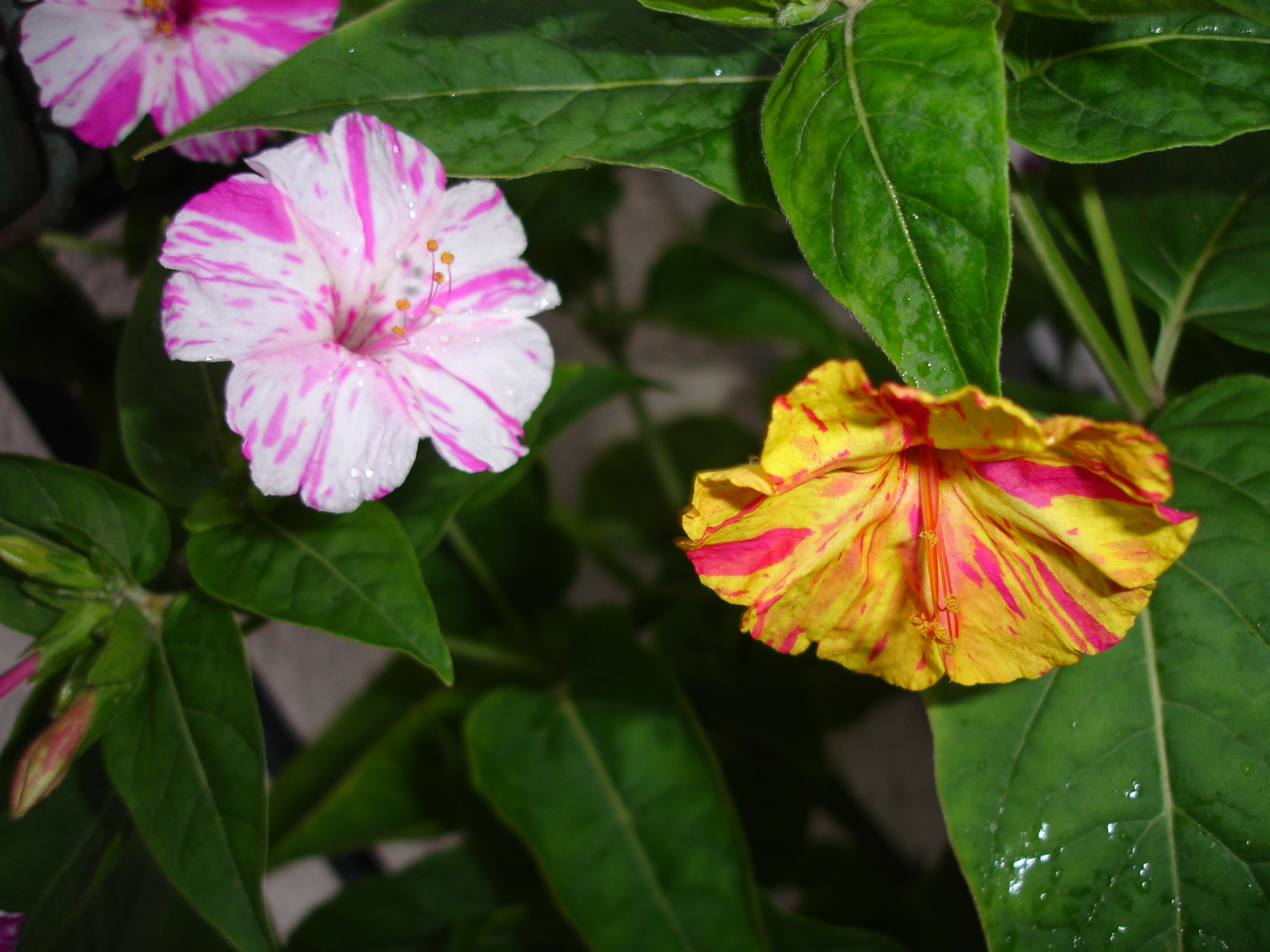
Flores listradas

## Habitat e Cultivo
Maravilha é originária da América do Sul tropical, mas tornou-se naturalizada em todas as regiões tropicais e regiões temperadas. Em regiões de clima temperado muito frias, maravilha morre nas primeiras geadas; renasce na primavera seguinte, a partir das raízes tuberosas. A planta vive bem em pleno sol. Ela cresce para cerca de 0,9 m de altura. As sementes são esféricas, enrugadas e pretas, que no princípio eram amarelo-esverdeado. Precisa de pouca água, precisa ser regada de dois em dois dias ou em um e um dia. Suas flores se abrem no final da tarde e se vençam na manhã seguinte; aparecem no início da primavera até o fim do verão. Pode produzir por volta de 25 flores por planta.

## Aspecto
Planta vivaz de porte alto, resistente, com frequência cultivada como anual, com raiz escurecida dauciforme e brotações ramificadas bifurcadas, comumente salpicadas com tons vermelhos nos nós.

## Folhas
Principalmente opostas, ovadas, quase cordiformes na base, geralmente com ápice estendido.

## Flores
Belas, dispostas de três a seis em tufos terminais. Flor tubular afunilada, comprimida por cima do ovário e saindo por cima de um invólucro com cinco tiras, de cor verde e em forma de cálice. As flores têm cor vermelha, amarela ou branca, ou ainda amarela ou branca com estrias vermelhas ou tricolores e quadricolores com matizes variáveis.

## Frutos
Nozes envoltas por um invólucro do cálice aumentado na maturação. As sementes tem o tamanho de uma ervilha e a forma de uma romã.

## Sementes
Suas sementes são produzidas após a fertilização das flores até ficarem pretas e duras. Suas sementes então cairão e surgirá uma nova planta em questão de semanas.

## Distribuição Geográfica
México. Além de ser muito disseminada, essa planta ornamental também é cultivada na Europa, tendo se tornado silvestre em determinados locais das regiões de clima quente.

## Observações gerais
Essa planta é uma das sessenta espécies disseminadas principalmente no centro da América do Norte, no Peru e no Chile. As cores das flores podem variar, muito em uma única planta. Chamada de flor das quatro-horas pelos ingleses (Four O´Clock), devido ao fato de as flores só abrirem depois do meio-dia. A variabilidade da cor das flores levou Carl Correns a escolher a boa-noite como objeto de seus estudos sobre as Leis da hereditariedade que se referem à uniformidade dos híbridos e à diferenciação da geração seguinte. Os tubérculos da mirabilis, também denominadas de falsas-jalapas, são muito purgativos. Em medicina popular, eles eram, às vezes, utilizados como substitutos ou como falsificações da verdadeira rais de jalapa, Ipomoea purga. 

## Sinonímias
| - Admirabilis peruana Nieuwl.; - Jalapa congesta Moench; - Jalapa officinalis Garsault; - Jalapa officinarum; - Jalapa undulata; - Mirabilis dichotoma; - Mirabilis jalapa f. eu-jalapa Heimerl; - Mirabilis jalappa Thunb.; - Mirabilis odorata; - Mirabilis pedunculata Stokes; - Nyctago hortensis Dumont de Courset; - Nyctago jalapa (L.) DC.; - Nyctago versicolor Salisb. | - Belas-noites; - Jalapa; - Boa-noite; - Bonina; - Maravilha-de-forquilha; - Batata-de-purga; - Bela-noite; - Beijos-de-frade; - Jalapa-falsa; - Jalapa-do-mato. - Maravilha |

## Estudos genéticos

Diagrama da lei de herança de Mendel

Por volta de 1900, Carl Correns usou a maravilha como um organismo modelo para estudos sobre a sua herança citoplasmática. Ele usou folhas matizadas da planta para provar que certos fatores fora do núcleo fenótipo afetado de uma forma não explicada pelas teorias de Mendel. Correns propôs que a cor da folha de Mirabilis foi passada através de um modo de herança uniparental.
Além disso, quando as plantas de flor vermelha são cruzadas com plantas de flor branca, descendentes de flor-de-rosa e não vermelho, são produzidos. Essa é uma exceção à Lei de Mendel: Dominância, porque nesse caso os genes vermelho e branco são de igual força, então também não pode dominar o outro.

## Usos
As flores são usadas na coloração do alimento. As folhas podem ser comidas cozidas bem, mas apenas como um alimento de emergência.
Um corante comestível vermelho é obtido a partir das flores para colorir bolos e geléias.
Na medicina herbal, as partes da planta pode ser usado como um diurético, purgativo, e para cicatrização. A raiz é considerada afrodisíaca, mesmo assim como diurético e laxante. É usado no tratamento de edema.
As folhas são usadas para reduzir a inflamação. Uma decocção deles (brassagem e fervura) é usado para tratar abcessos. Suco das folhas podem ser usadas para tratar feridas.
Em pó, as sementes de algumas variedades são usadas como um cosmético e um corante. As sementes e folhas são consideradas venenosas  para animais domésticos, mas normalmente não chegam a matar.